# Atlantická hurikánová sezóna 2009

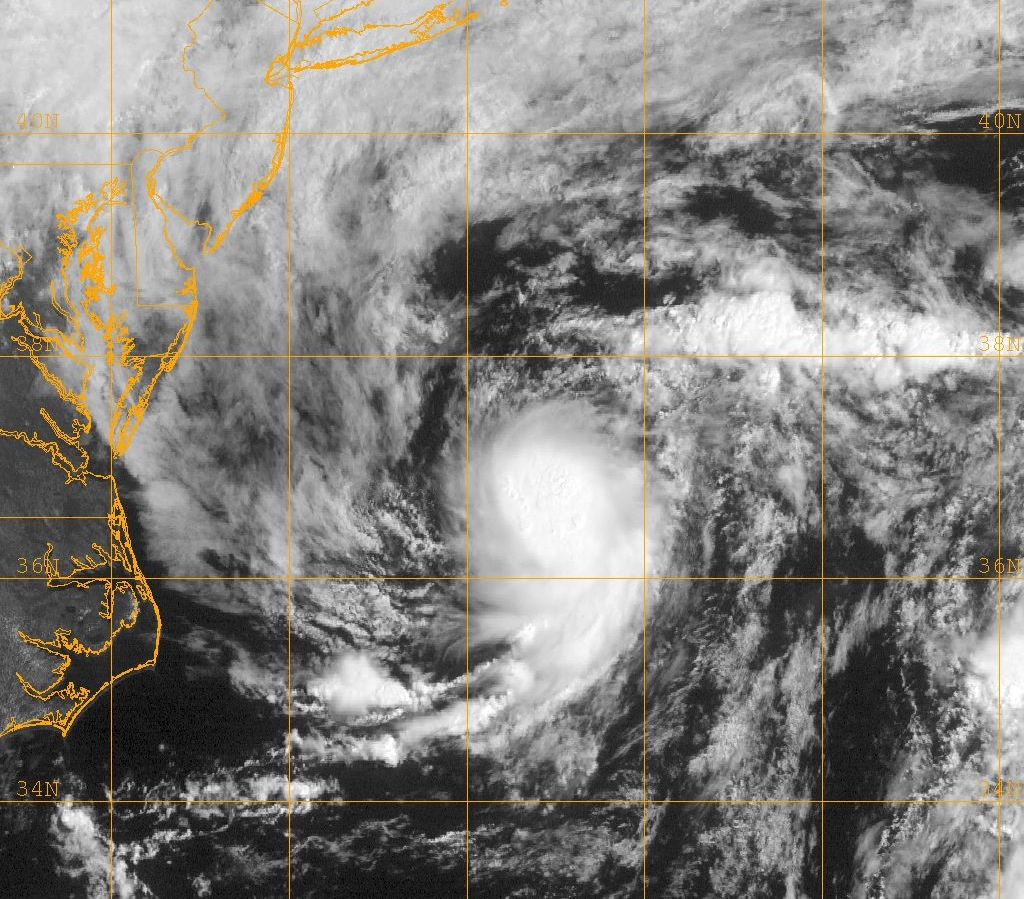
Tropická deprese 1

Atlantická hurikánová sezóna 2009 začala 1. června 2009 a skončila 30. listopadu 2009. Během sezóny se zformovalo 11 tlakových níží, z nichž tři dosáhly síly hurikánu.

## Seznam bouří
- Tropická deprese 1 (28. května – 29. května)
První atlantická cyklóna v roce 2009. Zformovala se 28. května 2009 v Atlantském oceánu východně od pobřeží Georgie a postupovala dále podél pobřeží. Cestou zasáhla pobřeží Severní Karolíny, kde však nenapáchala žádné výraznější škody (taktéž bez obětí). 29. května 2009 se rozpadla asi 500 km jižně od Nového Skotska. Nejnižší tlak cyklóny činil 1006 mb/hPa, nejvyšší rychlost byla 55 km/h.
- Tropická bouře Ana (11. srpna – 13. srpna, 15. srpna – 17. srpna)
- Hurikán Bill (15. srpna – 24. srpna)
- Tropická bouře Claudette (16. srpna – 18. srpna)
- Tropická bouře Danny (26. srpna – 29. srpna)
- Tropická bouře Erika (1. září – 3. září)
- Hurikán Fred (7. září – 12. září)
- Tropická deprese 8 (25. září – 26. září)
- Tropická bouře Grace (5. října – 6. října)
- Tropická bouře Henri (6. října – 8. října)
- Hurikán Ida (4. listopadu – 10. listopadu)